# 横河建築設計事務所
株式会社横河建築設計事務所（よこがわけんちくせっけいじむしょ）は、日本の組織系建築設計事務所。日本を代表する建築家・横河民輔博士が興した「横河工務所」を前身とする。当事務所が、横河ブリッジや横河電機を擁する横河グループの祖業である。
横河グループの各社社屋などの他、ニチレイや日本通運、日本赤十字社などの建物を多く手がけている。

## 事務所概説
- 本社所在地：〒141-0021 東京都品川区上大崎2丁目25番2号（新目黒東急ビル内）

## 沿革
- 1903年（明治36年） - 横河工務所創立
- 1953年（昭和28年） - 株式会社に改組
- 1969年（昭和44年） - 現社名に変更

## おもな作品・業績
- 新橋六丁目保健福祉施設福祉プラザさくら川
- 伊東市介護老人保健施設
- 横河電機本社ビル

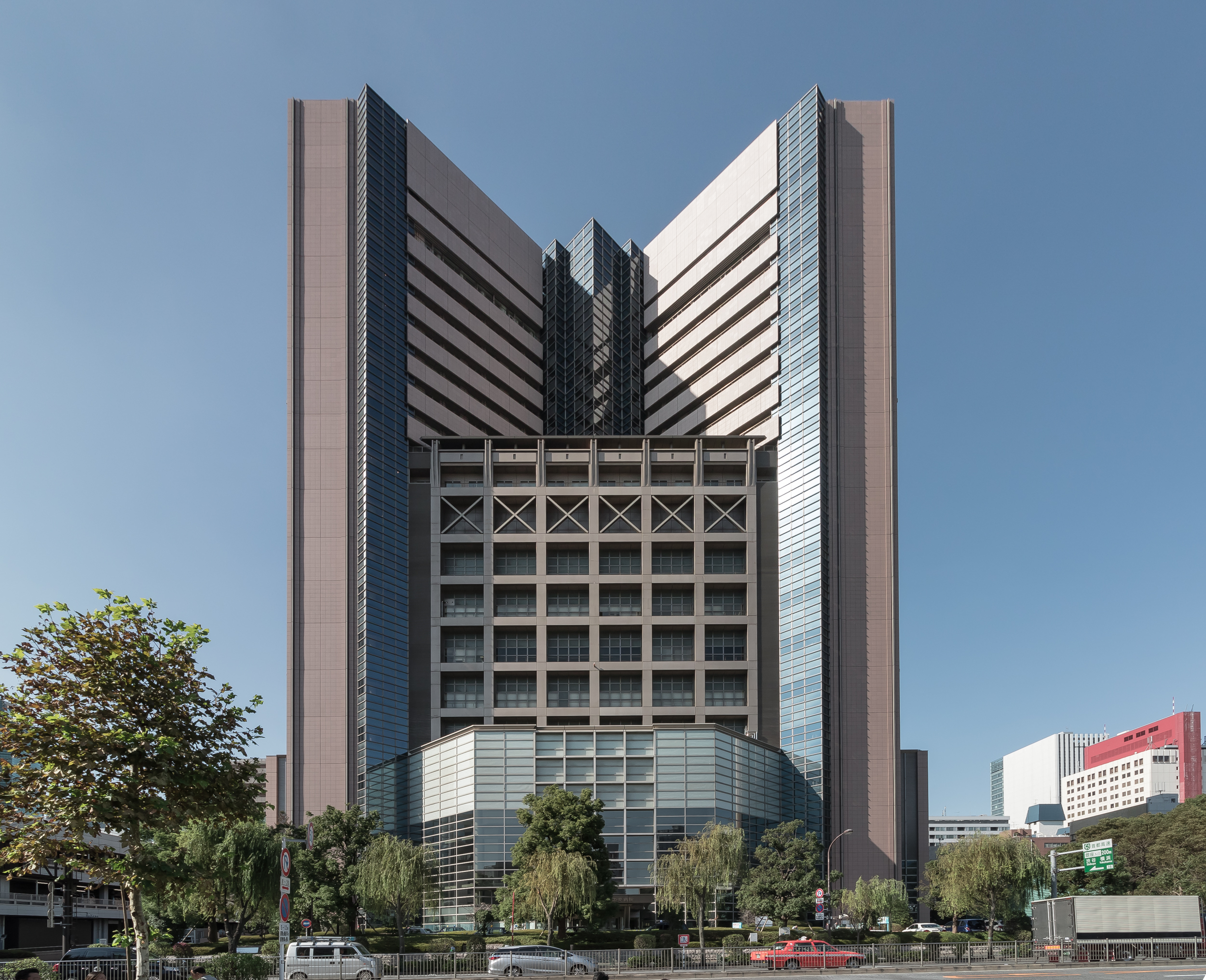
国立がんセンター中央病院

- 横河レンタ・リーステクニカルセンター（旧・横河ヒューレット・パッカード相模原事業所）
- 横河東亜工業本社屋
- 横河ブリッジ本社ビル
- 東京都立大塚病院（1987年）
- 静岡県浜松総合庁舎（1989年）
- 多摩南部地域病院（1993年）
- 杉並保健所（1999年）
- 国立がんセンター中央病院（1999年）
- 横浜市立大学附属市民総合医療センター（1999年）
- サンビューみしま（2001年）
- 徳島市生涯福祉センター（2001年）
- 社会保健三島病院（老人保健施設）移転新築
- 平塚市なぎさふれあいセンター
- 富士宮市保健センター・救急医療センター
- 千葉県スポーツ科学総合センター
- 新宿東口共同ビル
- 岩手県立磐井病院及び南光病院
- 福井赤十字病院本館
- 南幌スポーツセンター作業所
- 町田市立小山小学校
- 銚子市漁業協同組合製氷工場
- 大阪府営瓜破西住宅第3期他住宅団地の建替実施設計
- 練馬区平和台児童館プール
- 調布市立調和小学校
- 目黒区特別養護老人ホーム
- 財団法人富士脳障害研究所附属病院
- 株式会社トーモク厚木工場
- フレゼニウスメディカルケア豊前工場
- 富士カプセル株式会社北山工場
- ニチレイ仙台南物流サービスセンター／
- ロジスティクス・オペレーション仙台センター
- 印旛食肉センター事業協同組合
- ニチレイ東京物流サービスセンター
- 東海冷蔵稲沢物流サービスセンター
- ニチレイ船橋第２工場
- ロジスティクス・ネットワーク
- 杉戸物流センター
- 高松赤十字病院本館棟
- 成田赤十字病院本館増築
- 総合病院国保旭中央病院
- 智頭町保健・医療・福祉総合センター基本・実施設計業務
- 矢板市総合保健福祉センター
- 新橋六丁目保健福祉施設
- 福祉プラザさくら川
- 伊東市介護老人保健施設 みはらし
- 智頭町保健・医療・福祉総合センター
- 山武市松尾IT保健福祉センター
- 香川県立三豊圏域健康生きがい中核施設
- マリンウェーブ
- 山田赤十字病院老人保健施設
- 特別養護老人ホーム北相寿園
- 諏訪福祉会老人保健施設かりんの里
- 福岡市市民福祉プラザ
- 大西会老人保健施設ひまわり
- 永生会老人保健施設イマジン
- 川崎市特別養護老人ホームこだなか
- 特別養護老人ホームシルバーガーデン
- 日赤和歌山病院増改築（2006年）
- 旭中央病院再整備事業新棟（2008年）
- 静岡がんセンター本棟改修工事機械設備実施（2009年）
- 三鷹市立東台小学校（2011年）

## 関連人物
- 横河民輔
- 横河時介
- 中村伝治
- 松井貴太郎
- 笠原敏郎
- 石井敬吉
- 葛野壮一郎
- 小山文雄
- 竹田米吉
- 田中正蔵
- 今田栄二
- 加藤誠 (建築家)
- 守屋浩
- 山本金光